# LGM-118A和平守護者飛彈
LGM-118A維和者（Peacekeeper，又譯和平衛士）是美國在1986年開始佈署的一種陸基洲際彈道飛彈（ICBM），命中誤差CEP90公尺內；此飛彈在從未正式生效的第二阶段削减战略武器条约（START II）的協定下應於2005年自美國核武庫中移除，使義勇兵三型洲際彈道飛彈成為美軍火庫中唯一的陸基ICBM，不過雖然START II中途夭折，最後一枚維和者仍在2005年9月19日除役。
維和者是一種多目標重返大氣層載具飛彈，每一枚火箭可以攜帶10個裝有300千吨W87核彈頭的MK-21重返載具（二戰廣島核彈25倍的威力）。

## 戰略
和平守護者發展初衷是希望它成為一種打擊堅固軍事目標的武器，用來瞄準敵方的加固飛彈窖且有第一擊能力，要達成此要求需要有比義勇兵三型更佳的準確度、存活率、射程和運用彈性，其中特別是準確度是關鍵問題，因為核融合爆炸產生的衝擊波／熱作用隨著距離衰減的非常快。目標是蘇聯的超加固ICBM發射窖，特別是那些裝有正瞄準著義勇兵三型洲際彈道飛彈的SS-18飛彈發射井。

## 運用理論
多目標重返大氣層載具（MIRV）洲際彈道飛彈被認為會破壞穩定，因為它們更增加了第一擊的優勢，如果我們假設雙方皆有100枚飛彈，每枚飛彈各有五顆彈頭，並假設若對每個發射窖射兩顆彈頭將有95%的機率可以中和敵方的飛彈，這種情況下先攻擊的一方可以發射40枚共兩百顆彈頭的飛彈將敵方的100枚ICBM削減到只剩下大約五枚。留下剩餘的60枚飛彈備用。這是這種武器在START II協定被禁止的原因。

## 發展和部署
設計開始於1972年，代號MX（Missile-eXperimental）。
在1976年，國會基於易損性的原因拒絕為窖射系統的此計劃提供預算，此計劃因此被暫停至1979年，卡特總統下令發展一種由鐵路連接多個加固掩體的系統為止計劃才又繼續。雷根總統在1981年撤銷新的掩體系統，並推動密集陣（dense pack）系統以提早部署，密集陣的想法是建造可承受10,000磅力每平方英寸的爆炸壓力的超加固發射窖，各窖間距僅1,800英尺，這種想法背後的理由是過於接近的核爆所產生之衝擊波帶及電磁脈衝可抵消同一波次的彈頭，從而可使大量飛彈存活，不過這個「自殘理論」從根本上就是錯誤的，因為蘇聯可以相對容易的藉由修改彈頭設計及命中間隔來避免這種效應，國會再一次否決了發射窖系統。
在1983年初發展出了一種折衷方案，100枚新飛彈將立即部署在現有的義勇兵發射窖以顯示「全國意志」，生存性低的泰坦二型ICBM會退役，之後再導入更機動的單彈頭ICBM。

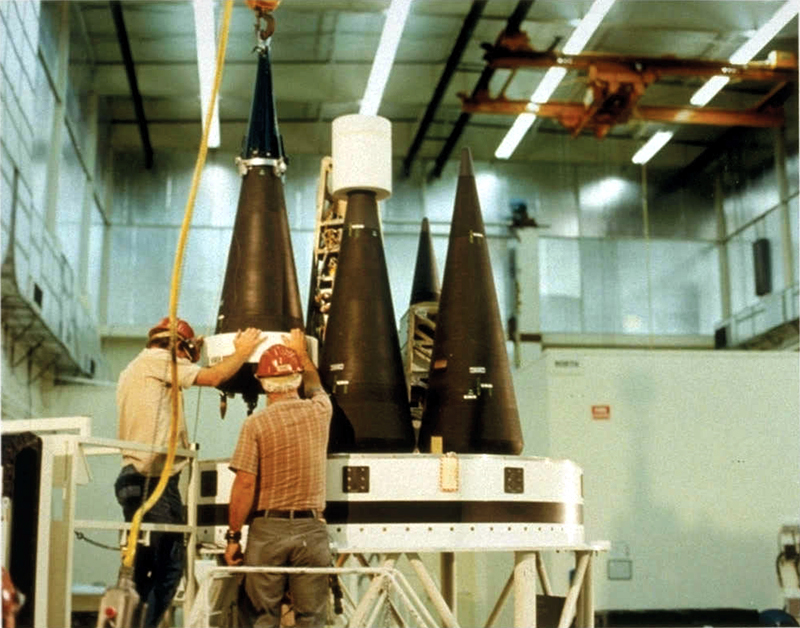
技術人員們將一些Mk-21重返載具固定在一個和平守護者MIRV連接埠上

飛彈的正式代號被命名為LGM-118A和平守護者。在1983年6月17日加州范登堡空軍基地進行了此飛彈的第一次試射，在飛行了7,800公里後，此飛彈命中位於太平洋瓜加林環礁的試射場。第一枚正式運作飛彈於1984年2月製造，並在1986年12月部署於懷俄明F.E. Warren空軍基地的舊義勇兵發射窖，至1988年12月時此地已部署了50枚和平守護者飛彈，部署一百枚飛彈的計劃在1985年7月被國會撤銷，再一次的是因為存活率問題，這次國會決定將和平守護者部署的數量限制在50枚，除非發展出另一個存活率更高計劃。
存活率的問題最後是由一種鐵路駐軍系統解決，25輛火車，每輛載兩枚飛彈，將利用國家鐵路系統隱匿自己。此系統原希望在1992年尾可以開始運作，但預算問題和國際情勢改變導致計劃最後被廢除。
和平守護者專案花費了約200億美元（至1998年）並生產了114枚飛彈，每枚飛彈運作花費四億，單枚飛彈的「離陸」價格估計在2-7千萬美元。
此飛彈後逐步退役，在2003年撤下了17枚，使得在2004年初時只剩下29枚飛彈在警戒中，至2005年初時僅剩10枚並預定在年底退役，最後一枚和平守護者在2005年9月19日於第400飛彈中隊在裁撤儀式後離開警戒。此飛彈的火箭後被軌道科學公司（Orbital Sciences）改造為米諾陶四型衛星發射器（Minotaur IV），彈頭則被部署至現有義勇兵三型飛彈。

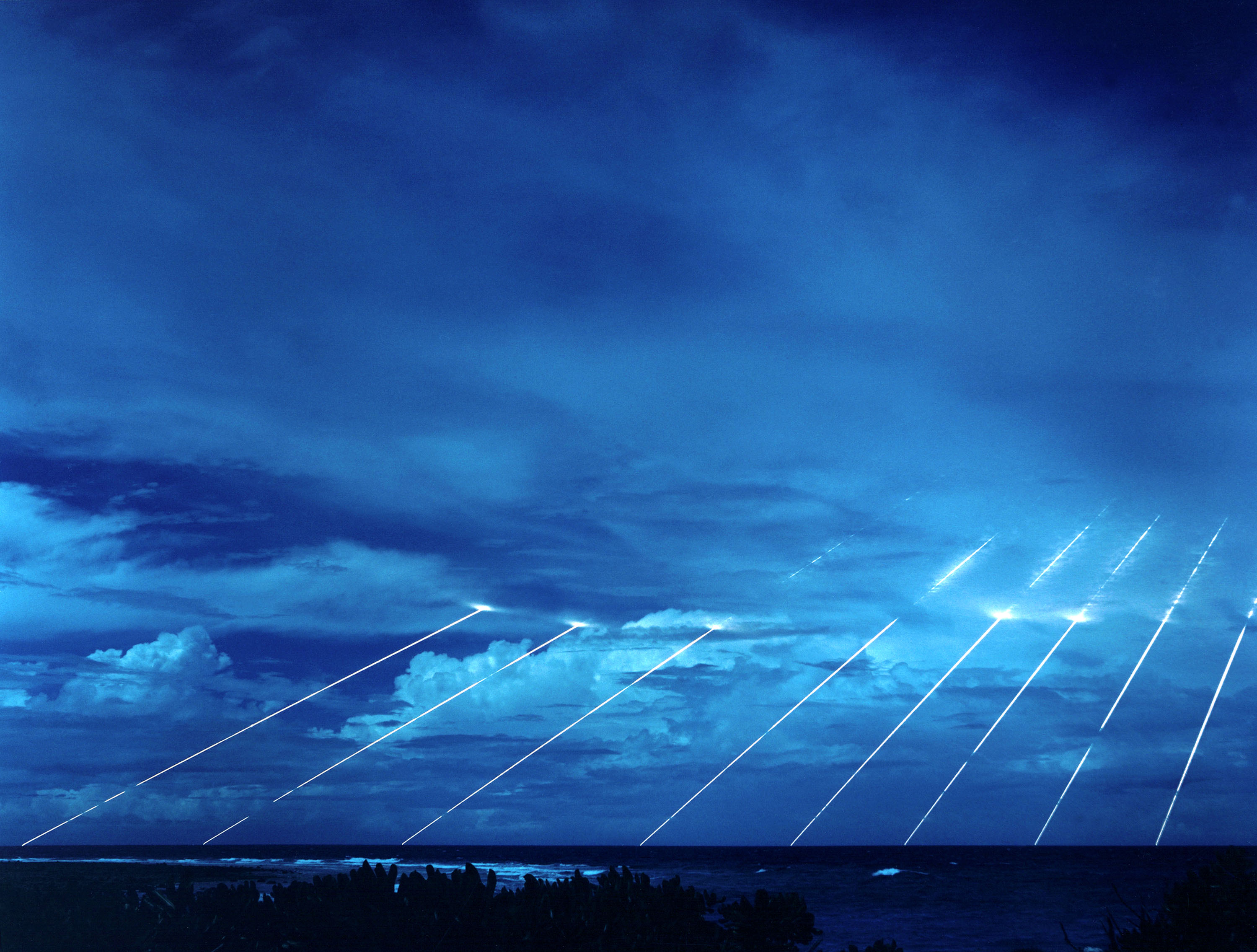
在瓜加林環礁的和平守護者重返載具測試，八顆皆來自同一枚飛彈，若使用實彈，每一條線代表25倍廣島小男孩核彈的爆炸威力

## 運作國
- 美国：美國空軍是唯一曾運作此飛彈者、已全部退役

## 外部連結
- Fact File: Intercontinental Ballistic Missiles
- Peacekeeper ICBM History
- ICBM Peacekeeper Launch video （页面存档备份，存于）